# Ioan Andone
Ioan Andone (n. 15 martie 1960, Hopârta, România) este un antrenor român de fotbal, care in prezent este liber de contract. În cariera de jucător, a evoluat pentru Echipa națională de fotbal a României la Campionatul Mondial de Fotbal din 1990 și, printre altele, pentru Dinamo București, fiind unul din jucătorii emblematici ai acestei echipe.

## Cariera de jucător

### Junioratul
Ioan Andone, supranumit „Fălcosul” s-a născut pe 15 martie 1960 la Șpălnaca și la 14 ani a jucat simultan baschet și fotbal, Carol Gal fiind primul său antrenor de fotbal la Școala Sportivă Hunedoara, după care la 16 a decis să se concentreze exclusiv pe cariera sa de fotbalist când a mers la centrul de tineret al Corvinul Hunedoara unde a fost antrenat de Dumitru Pătrașcu.

### La seniori

#### La Corvinul
La 7 martie 1979, Andone a debutat în Divizia A pentru Corvinul când antrenorul Mircea Lucescu l-a trimis pe teren pentru a-l înlocui pe Radu Nunweiller în ultimele 20 de minute ale unei înfrângeri cu 2–0 în deplasare împotriva Sportul Studențesc București. La finalul primului sezon petrecut la Corvinul, clubul a retrogradat în Divizia B, dar Andone a rămas la club, promovând înapoi în prima divizie după un an, ajutând clubul să termine pe locul 3 în 1981–82 Divizia A, apărând și în patru meciuri în care a marcat două goluri în Cupa UEFA 1982–83.

#### La Dinamo
În vara anului 1983, Andone și coechipierul Mircea Rednic au fost transferați de la Corvinul la Dinamo București în schimbul a cinci jucători printre care Nicușor Vlad , Teofil Stredie și Florea Văetuș. Andone spent a total of 7 seasons with The Red Dogs, winning the title in his first season with 3 goals scored in 27 appearances and in his last season with 20 appearances and two goals scored. În aceeași perioadă, Andone a câștigat și trei Cupa României și a jucat 25 de meciuri în care a marcat un gol în competițiile europene, prezentând în 6 meciuri în sezonul Cupa Europei 1983–84 când echipa a ajuns în clasament. semifinale și în 8 meciuri din campania Cupa Cupelor UEFA 1989–90 când echipa a ajuns și în semifinale cu fostul său antrenor al Corvinul, Mircea Lucescu.

#### Incidentul din Cupa României
Andone a fost în centrul unui mare scandal în derby împotriva Steaua din martie 1989 care a fost pierdut cu 2–1 după deschiderea lui Gheorghe Hagi scorul, Andone a egalat pentru Dinamo și Gabi Balint a marcat golul victoriei pentru Steaua în ultimul minut de joc, tot arbitrul Ion Crăciunescu i-a eliminat pe Rodion Cămătaru și Claudiu Vaișcovici de la Dinamo. Simțind că sunt dezavantajați de arbitru, imediat după meci Andone și Rednic au arătat câteva gesturi obscene în fața tribunei oficiale unde Valentin Ceaușescu, fiul dictatorului Nicolae Ceaușescu și președinte neoficial al Steaua stătea. Inițial, Federația Română de Fotbal l-a suspendat pe Andone pentru un an, dar după ce prietenul său de la Steaua, Marius Lăcătuș a vorbit cu Valentin Ceaușescu și l-a convins să-l ierte pe Andone, suspendarea i s-a redus la trei luni, Rednic a scăpat și el după ce un prieten de-al său de la Steaua, László Bölöni a discutat cu Valentin Ceaușescu.

#### Elche
După Revoluția Română din 1989, a fost cumpărat de echipa spaniolă Elche cu 125.000$ unde a fost coechipier cu Santiago Cañizares și a jucat 34 de meciuri în care a marcat 3 goluri în sezonul 1990–91 Segunda División.

### Heerenveen
Andone a continuat să joace în ultimele două sezoane ale carierei sale în Olanda sub antrenorul principal Fritz Korbach la Heerenveen în Eerste Divisie, unde a a fost și coechipier cu Rodion Cămătaru, prezentând în 39 de meciuri de ligă în care a marcat 4 goluri.
Andone a câștigat de-a lungul carierei un total de 255 de apariții în Divizia A cu 35 de goluri marcate și un total de 29 de meciuri cu 3 goluri marcate în competițiile europene.

## Carieră internațională
Ioan Andone a jucat 55 de meciuri și a marcat două goluri la nivel internațional pentru România. 
A debutat pe 11 noiembrie 1981 când antrenorul Mircea Lucescu l-a trimis pe teren în minutul 82, în ordine. pentru a-l înlocui pe Aurel Țicleanu într-un scor 0–0 împotriva Elveția la calificările Cupei Mondiale 1982., 255 de meciuri în Divizia A și 35 de goluri marcate A jucat în cinci apariții în care a marcat un gol într-o victorie cu 2-0 împotriva Suediei la calificări la Euro 1984, fiind folosit de antrenor [ [Mircea Lucescu]] în înfrângerea cu 2-1 împotriva Germania de Vest la turneul final, deoarece România nu a trecut faza grupelor. A jucat un meci la calificările Cupei Mondiale 1986, unul la calificările la Euro 1988 și patru la calificări la Cupa Mondială 1990, fiind folosită de antrenorul Emerich Jenei în toate minutele celor patru meciuri de la turneul final turneul final, ca [ [Echipa națională de fotbal a României|România]] a fost eliminată de Irlanda în optimile de finală. Ultimul meci al lui Ioan Andone pentru echipa națională a avut loc pe 17 octombrie 1990, într-o înfrângere cu 3-0 împotriva Bulgaria la calificările la Euro 1992.
Andone a făcut, de asemenea, parte din Echipa U20 a României la Campionatul Mondial de Tineret 1981 din Australia, apărând în 5 jocuri, ajutând Echipa a terminat turneul pe locul 3, cucerind medalia de bronz.
Pentru că și-a reprezentat țara la Cupa Mondială 1990, Andone a fost decorat de Președintele României Traian Băsescu pe 25 martie 2008 cu Ordinul „Meritul Sportiv” – (The Medalia „Meritul Sportiv”) clasa a III-a.

### Statistici internaționale
| Romania national team | Romania national team | Romania national team |
| Year                  | Apps                  | Goals                 |
| --------------------- | --------------------- | --------------------- |
| 1981                  | 1                     | 0                     |
| 1982                  | 9                     | 1                     |
| 1983                  | 9                     | 0                     |
| 1984                  | 5                     | 0                     |
| 1985                  | 0                     | 0                     |
| 1986                  | 4                     | 0                     |
| 1987                  | 3                     | 0                     |
| 1988                  | 9                     | 1                     |
| 1989                  | 4                     | 0                     |
| 1990                  | 11                    | 0                     |
| Total                 | 55                    | 2                     |

### Goluri internaționale
Scorurile și rezultatele afișează primul număr de goluri al României, coloana scor indică scorul după fiecare gol Andone.
| # | Date             | Venue                                   | Opponent        | Score | Result | Competition               |
| - | ---------------- | --------------------------------------- | --------------- | ----- | ------ | ------------------------- |
| 1 | 8 September 1982 | Stadionul 23 August, Bucharest, Romania | Suedia          | 1–0   | 2–0    | UEFA Euro 1984 qualifying |
| 2 | 30 March 1988    | Kurt-Wabbel-Stadion, Halle, Germany     | Germania de Est | 2–3   | 3–3    | Friendly                  |

## Cariera de antrenor

### Primele trofee cu Dinamo
Ioan Andone și-a început cariera de antrenor în 1993 la Sportul Studențesc, echipă pe care o va antrena în alte trei ocazii. A antrenat Universitatea Cluj, Petrolul Ploiești, Farul Constanța, FC Brașov și Bihor Oradea înainte de a ajunge în martie 2003 la Dinamo București, echipă cu care a câștigat primele trofee din cariera de antrenor. constând dintr-un titlu de Divizia A, trei Cupa României și una de Supercupa României, avea să mai aibă două mandate la Dinamo, dar fără să câștige niciun trofeu. La Dinamo a făcut și prima sa performanță europeană eliminând Everton cu 5–2 la total și ajungând în faza grupelor din 2005–06 Cupa UEFA.

### Eventul cu CFR Cluj
După ce a părăsit Dinamo, Andone a preluat clubul cipriot Omonia Nicosia în ianuarie 2006 și a rămas acolo până în ianuarie 2007, terminând pe locul doi în Prima Divizie cipriotă 2005–06. Andone a antrenat CFR Cluj în sezonul 2007–08, ajutând echipa să câștige titlul și cupa, acestea fiind primele trofee pe care clubul le-a câștigat în istoria sa, însă a fost demis la începutul sezonului următor pentru rezultate slabe.
A plecat ca antrenor în străinătate, având perioade în lumea arabă la Al-Ettifaq și Al-Ahli, înainte de a reveni în Europa la clubul bulgar CSKA Sofia unde a lucrat cu jucătorii români Florentin Petre și Daniel Pancu.
La 1 aprilie 2010, oficialii lui Rapid București l-au numit pe fostul antrenor al CSKA Sofia să conducă echipa până la sfârșitul 2009–10 sezon.
La 9 aprilie 2012 a revenit pentru o a doua perioadă la CFR Cluj, înlocuindu-l pe Jorge Costa înainte de runda a 26-a a sezonul 2011–12, reușind să câștige titlul la finalul acestuia și în sezonul următor CFR a eliminat Slovan Liberec și Basel în campania 2012–13 Champions League, ajungând astfel în faza grupelor a competiției unde după ce a făcut 4 puncte în trei jocuri, Andone a fost demis.
Ioan Andone are un total de 456 de meciuri ca antrenor în prima divizie a României, Liga I, constând din 207 victorii, 80 de egaluri și 169 de înfrângeri.

### Antrenor în străinătate
Din 2013 până în 2015, Andone a antrenat în străinătate având două perioade în Kazahstan Premier League, prima cu Astana în 2013 când a terminat campionatul pe locul doi, a doua cu Aktobe în 2015 când a terminat campionatul pe locul trei, tot între aceste două perioade a avut o a doua perioadă nereușită la Al-Ettifaq cu care a retrogradat din Liga Profesionistă Saudită  și un mandat în Cipru la Apollon Limassol, unde a fost demis în timp ce se afla încă pe primul loc al Primei Divizii cipriote 2014-2015.

### Voluntari
Din iunie 2018 până în iulie 2021, Andone a lucrat la Voluntari, mai întâi ca manager general și din iulie 2020 ca președinte.

## Palmares

### Jucător
Corvinul Hunedoara
- Divizia B: 1979–80[4]

Dinamo București
- Divizia A: 1983–84, 1989–90
- Cupa României: 1983–84, 1985–86, 1989–90

### Antrenor
Dinamo București
- Divizia A: 2003–04[4][12][25]
- Cupa României: 2002–03, 2003–04, 2004–05
- Supercupa României: 2005[4][12][25]

CFR Cluj
- Liga I: 2007–08, 2011–12[4][12][25]
- Cupa României: 2007-08[4]